# Dom Jana Šultysa w Kutnej Horze
Dom Jana Šultysa w Kutnej Horze – zabytkowa kamienica w mieście Kutná Hora w Czechach.
Dwupiętrowy budynek  wybudowany pod koniec XVI w. z renesansową fasadą, gotyckimi fundamentami, zwieńczony dachem czterospadowym. Malowidła na ścianie frontowej autorstwa Františka Vysekala pochodzą z 1911 i przedstawiają sceny ze schyłku życia Jana Šultysa (1560-1621), urodzonego w mieście Slaný. Šultys mieszkał w Kutnej Horze od 1590; najpierw był wójtem, a od 1614 burmistrzem tego grodu. Na początku XVII w. otrzymał herb z przydomkiem z Felsdorfu (1604). W 1618 został członkiem 30-osobowego dyrektoriatu powstania stanów czeskich. 20 lutego 1621 został uwięziony, a dzień później rozstrzelany na praskim Rynku Staromiejskim za  udział w powstaniu przeciwko Habsburgom, którego kulminacją była bitwa na Białej Górze.

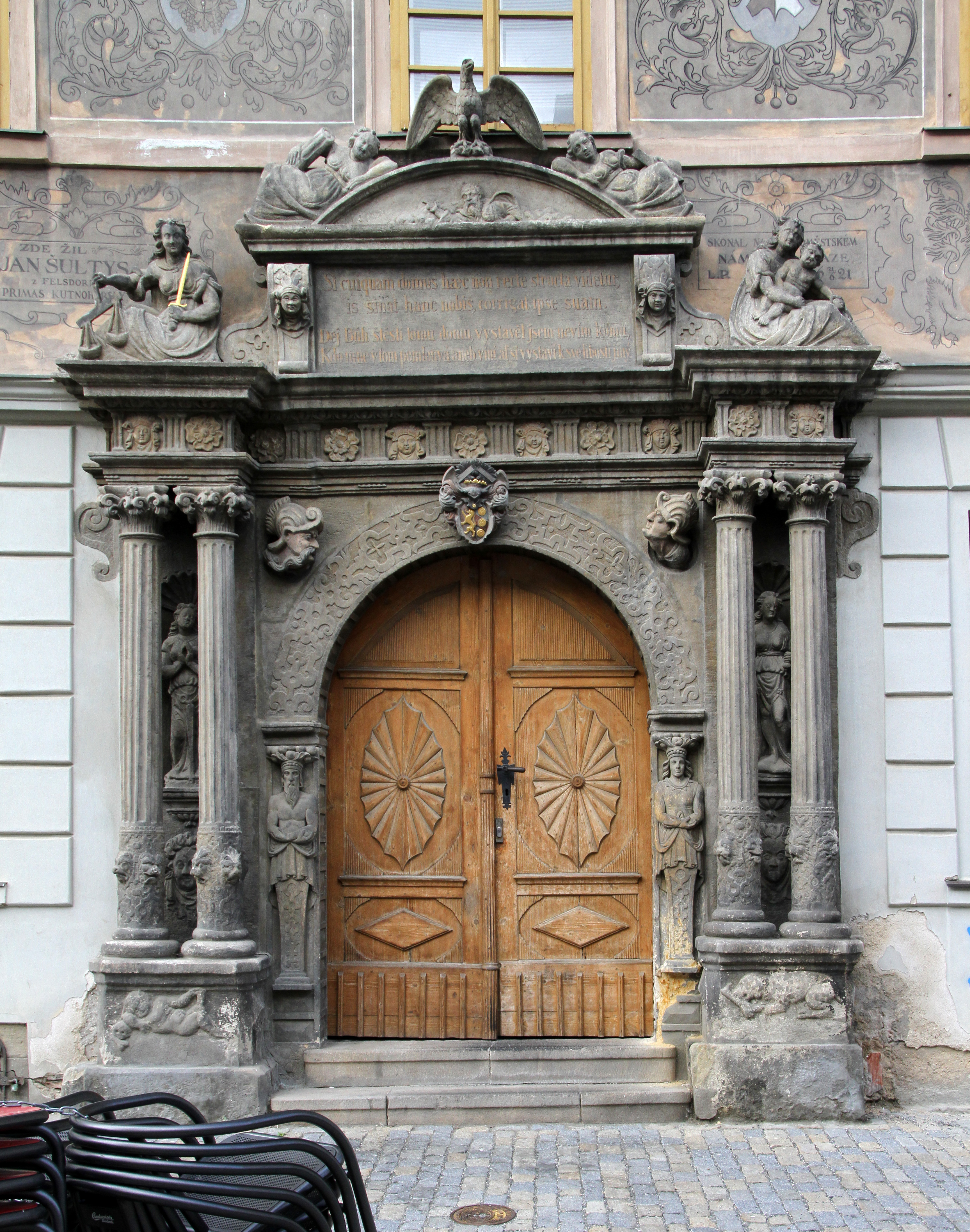
Portal
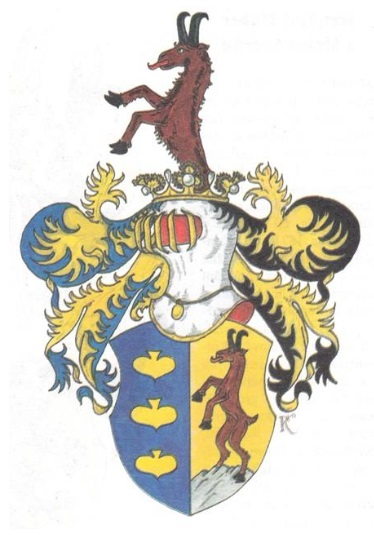
Herb Jana Šultysa
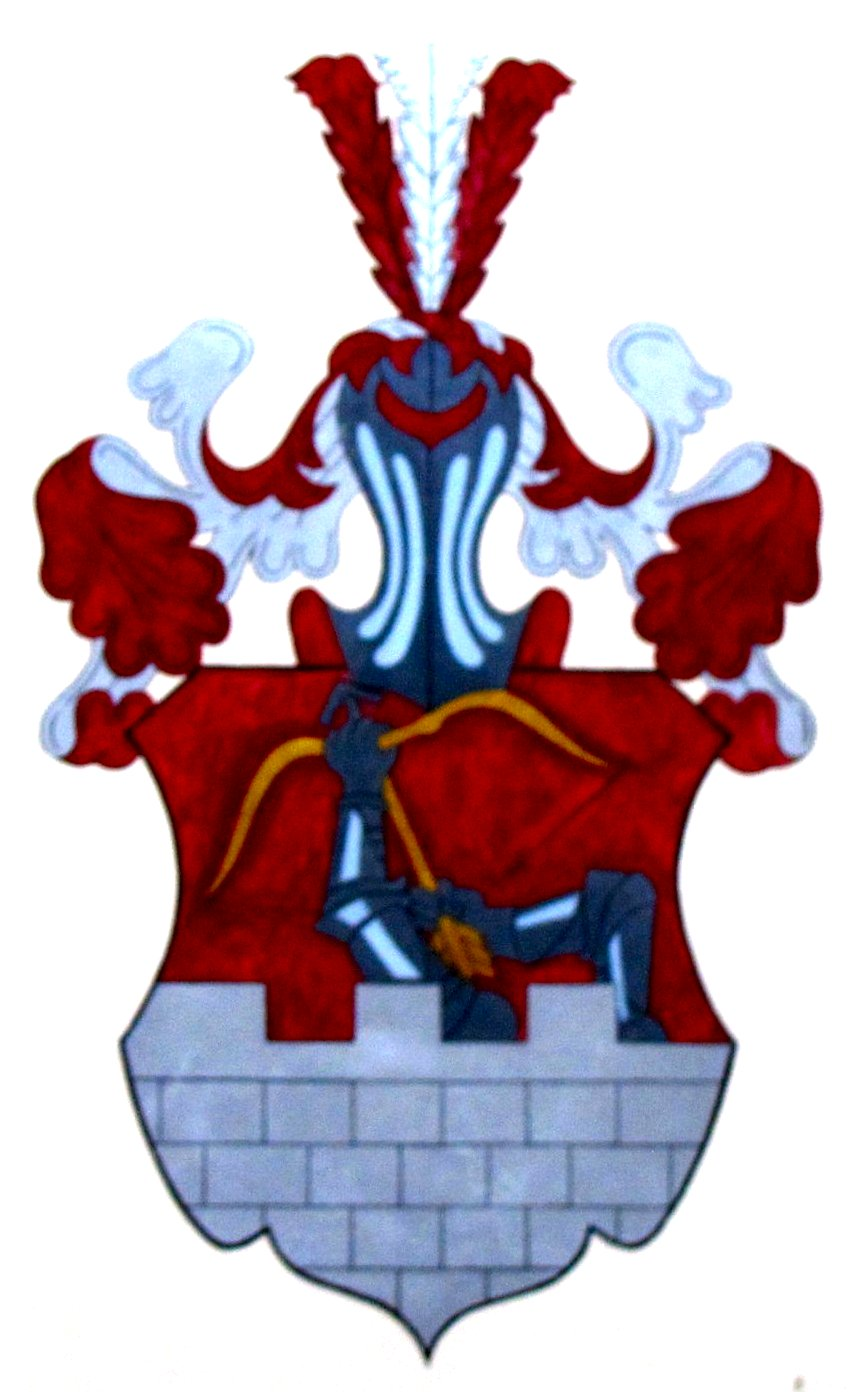
Herb Dačických z Heslova